# Tóth Gyula (birkózó)
Tóth Gyula (Salgótarján, 1927. április 16. – Budapest, 2001. március 18.) olimpiai és világbajnoki bronzérmes magyar birkózó.

## Sporteredményei
- Szabadfogású birkózásban:
  - világbajnoki bronzérmes (könnyűsúly: 1958)
- Kötöttfogású birkózásban:
  - olimpiai bronzérmes (könnyűsúly: 1956)
  - világbajnoki bronzérmes (könnyűsúly: 1958)